# Licensed to Ill
Licenced to Ill – pierwszy album studyjny hip-hopowego zespołu Beastie Boys wydany 15 listopada 1986 roku.
W 2020 album został sklasyfikowany na 192. miejscu listy 500 albumów wszech czasów magazynu Rolling Stone.

## Lista utworów
Opracowano na podstawie źródła.
1. „Rhymin & Stealin” – 4:08
2. „The New Style” – 4:36
3. „She's Crafty” – 3:35
4. „Posse in Effect” – 2:27
5. „Slow Ride” – 2:56
6. „Girls” – 2:14
7. „(You Gotta) Fight for Your Right (To Party!)” – 3:28
8. „No Sleep till Brooklyn” – 4:07
9. „Paul Revere” – 3:41
10. „Hold It Now, Hit It” – 3:26
11. „Brass Monkey” – 2:37
12. „Slow and Low” – 3:38
13. „Time to Get Ill” – 3:37

## Twórcy
Opracowano na podstawie źródła.
- Michael Diamond - rap
- Adam Horovitz - rap
- Adam Yauch - rap
- Rick Rubin - samplowanie
- Kerry King - gitara elektryczna w „No Sleep till Brooklyn"
- Steve Ett - inżynier dźwięku
- Howie Weinberg - mastering
- World B. Omes, Steve Byram - projekt okładki